# Chris Cooper
Christopher Walton Cooper (Kansas City, 9 luglio 1951) è un attore statunitense.

## Biografia
Il fisico possente, gli occhi di ghiaccio e il volto truce gli hanno permesso di interpretare spesso in maniera convincente la parte del "cattivo". Ha vinto l'Oscar al miglior attore non protagonista nel 2003 per l'interpretazione ne Il ladro di orchidee (2002). È celebre anche per l'interpretazione del colonnello Frank Fitts in American Beauty (1999) al fianco di Kevin Spacey.
Ha inoltre recitato in famosi film come Il patriota al fianco di Mel Gibson, The Bourne Identity con Matt Damon e Syriana con George Clooney. Nel 2010 prende parte al film di Ben Affleck The Town, dove interpreta la parte del padre carcerato del protagonista. Nel 2014 interpreta Norman Osborn in The Amazing Spider-Man 2 - Il potere di Electro.

## Vita privata
È sposato dal 1983 con l'attrice Marianne Leone dalla quale ha avuto un figlio, Jesse, morto nel 2005 a 17 anni.

## Filmografia

### Attore

#### Cinema
- Non date da mangiare agli animali, regia di Davide Ferrario – cortometraggio (1987)
- Matewan, regia di John Sayles (1987)
- Thousand Pieces of Gold, regia di Nancy Kelly (1990)
- Indiziato di reato (Guilty by Suspicion), regia di Irwin Winkler (1991)
- La città della speranza (City of Hope), regia di John Sayles (1991)
- Voglia di ricominciare (This Boy's Life), regia di Michael Caton-Jones (1993)
- Pharaoh's Army, regia di Robby Henson (1995)
- Money Train, regia di Joseph Ruben (1995)
- Stella solitaria (Lone Star), regia di John Sayles (1996)
- Boys, regia di Stacy Cochran (1996)
- Il momento di uccidere (A Time to Kill), regia di Joel Schumacher (1996)
- Paradiso perduto (Great Expectations), regia di Alfonso Cuarón (1998)
- L'uomo che sussurrava ai cavalli (The Horse Whisperer), regia di Robert Redford (1998)
- 24 ore donna (The 24 Hour Woman), regia di Nancy Savoca (1999)
- Cielo d'ottobre (October Sky), regia di Joe Johnston (1999)
- American Beauty, regia di Sam Mendes (1999)
- Io, me & Irene (Me, Myself and Irene), regia dei Peter e Bobby Farrelly (2000)
- Il patriota (The Patriot), regia di Roland Emmerich (2000)
- Interstate 60, regia di Bob Gale (2002)
- The Bourne Identity, regia di Doug Liman (2002)
- Il ladro di orchidee (Adaptation.), regia di Spike Jonze (2002)
- Seabiscuit - Un mito senza tempo (Seabiscuit), regia di Gary Ross (2003)
- The Bourne Supremacy, regia di Paul Greengrass (2004) - cameo non accreditato
- Silver City, regia di John Sayles (2004)
- Truman Capote - A sangue freddo (Capote), regia di Bennett Miller (2005)
- Jarhead, regia di Sam Mendes (2005)
- Syriana, regia di Stephen Gaghan (2005)
- Breach - L'infiltrato (Breach), regia di Billy Ray (2007)
- The Kingdom, regia di Peter Berg (2007)
- Arsenico e vecchi confetti (Married Life), regia di Ira Sachs (2007)
- New York, I Love You, di registi vari (segmento di Yvan Attal (2009)
- The Company Men, regia di John Wells (2010)
- Remember Me, regia di Allen Coulter (2010)
- Amigo, regia di John Sayles (2010)
- The Town, regia di Ben Affleck (2010)
- The Tempest, regia di Julie Taymor (2010)
- I Muppet (The Muppets), regia di James Bobin (2011)
- La regola del silenzio - The Company You Keep (The Company You Keep), regia di Robert Redford (2012)
- I segreti di Osage County (August: Osage County), regia di John Wells (2013)
- The Amazing Spider-Man 2 - Il potere di Electro (The Amazing Spider-Man 2), regia di Marc Webb (2014) - cameo non accreditato
- Demolition - Amare e vivere (Demolition), regia di Jean-Marc Vallée (2015)
- Coming Through the Rye, regia di James Steven Sadwith (2015)
- La legge della notte (Live by Night), regia di Ben Affleck (2016)
- Un amico straordinario (A Beautiful Day in the Neighborhood), regia di Marielle Heller (2019)
- Piccole donne (Little Women), regia di Greta Gerwig (2019)
- Irresistibile (Irresistible), regia di Jon Stewart (2020)

#### Televisione
- La valle dei pini (All My Children) – serial TV, 1 puntata (1984)
- Destini (Another World) – serial TV, 1 puntata (1985)
- Un giustiziere a New York (The Equalizer) – serie TV, episodio 3x10 (1987)
- American Playhouse – serie TV, episodio 7x10 (1988)
- Miami Vice – serie TV, episodio 4x22 (1988)
- Colomba solitaria (Lonesome Dove) – miniserie TV, 4 puntate (1989)
- Poker di spie (A Little Piece of Sunshine), regia di James Cellan Jones – film TV (1990)
- Lifestories – serie TV, episodio 1x08 (1990)
- Vendetta alla luce del giorno (In Broad Daylight), regia di James Steven Sadwith – film TV (1991)
- Darrow, regia di John David Coles – film TV (1991)
- Benedizione mortale (Bed of Lies), regia di William A. Graham – film TV (1992)
- Ned Blessing: The True Story of My Life, regia di Peter Werner – film TV (1992)
- Return to Lonesome Dove – miniserie TV, 4 puntate (1993)
- One More Mountain, regia di Dick Lowry – film TV (1994)
- Law & Order - I due volti della giustizia (Law & Order) – serie TV, episodio 6x09 (1996)
- The Deliverance of Elaine, regia di Elodie Keene – film TV (1996)
- Breast Men, regia di Lawrence O'Neil – film TV (1997)
- Alone, regia di Michael Lindsay-Hogg – film TV (1997)
- La mia casa in Umbria (My House in Umbria), regia di Richard Loncraine – film TV (2003)
- 22.11.63 (11.22.63) – miniserie TV, 8 puntate (2016)
- Homecoming – serie TV, 6 episodi (2020)

### Doppiatore
- La strada di Levi, regia di Davide Ferrario – documentario (2006)
- Nel paese delle creature selvagge (Where the Wild Things Are), regia di Spike Jonze (2009)
- Mea Maxima Culpa - Silenzio nella casa di Dio (Mea Maxima Culpa: Silence in the House of God), regia di Alex Gibney – documentario (2012)
- Cars 3, regia di Brian Fee (2017)

## Riconoscimenti
- Premio Oscar
  - 2003 – Miglior attore non protagonista per Il ladro di orchidee
- Golden Globe
  - 2003 – Miglior attore non protagonista per Il ladro di orchidee
- Premio Emmy
  - 2003 – Candidatura al miglior attore non protagonista in una miniserie o film TV per La mia casa in Umbria
- Premio BAFTA
  - 2003 – Miglior attore non protagonista per Il ladro di orchidee
- Chicago Film Critics Association
  - 2003 – Candidatura al miglior attore non protagonista per Il ladro di orchidee
- Critics' Choice Awards
  - 2003 – Miglior attore non protagonista per Il ladro di orchidee
- Independent Spirit Awards
  - 1997 – Candidatura al miglior attore protagonista per Stella solitaria
- Los Angeles Film Critics Association
  - 2002 – Miglior attore non protagonista per Il ladro di orchidee
- National Board of Review
  - 2001 – Miglior attore non protagonista per Il ladro di orchidee
  - 2010 – Miglior cast per The Town
- National Society of Film Critics
  - 2003 – Candidatura al miglior attore non protagonista per Il ladro di orchidee
- New York Film Critics Circle
  - 2002 – Candidatura al miglior attore non protagonista per Il ladro di orchidee
- San Diego Film Critics Society
  - 2002 – Miglior attore non protagonista per Il ladro di orchidee
- Satellite Awards
  - 2003 – Candidatura al miglior attore non protagonista in un film commedia o musicale per Il ladro di orchidee
  - 2004 – Candidatura al miglior attore non protagonista in una serie, miniserie o film per la TV per La mia casa in Umbria
  - 2005 – Candidatura al miglior attore non protagonista in un film drammatico per Truman Capote - A sangue freddo
- Screen Actors Guild Awards
  - 2000 – Miglior cast cinematografico per American Beauty
  - 2000 – Candidatura al miglior attore non protagonista cinematografico per American Beauty
  - 2003 – Candidatura al miglior attore non protagonista cinematografico per Il ladro di orchidee
  - 2003 – Candidatura al miglior cast cinematografico per Il ladro di orchidee
  - 2004 – Candidatura al miglior attore non protagonista cinematografico per Seabiscuit - Un mito senza tempo
  - 2004 – Candidatura al miglior cast cinematografico per Seabiscuit – Un mito senza tempo
  - 2006 – Candidatura al miglior cast cinematografico per Truman Capote – A sangue freddo
  - 2014 – Candidatura al miglior cast cinematografico per I segreti di Osage County
- Teen Choice Awards
  - 1999 – Candidatura al miglior cattivo per Cielo d'ottobre

## Doppiatori italiani
Nelle versioni in italiano dei suoi film, Chris Cooper è stato doppiato da: 
- Rodolfo Bianchi in Law & Order - I due volti della giustizia, Io, me & Irene, Remember Me, The Town, The Amazing Spider-Man 2 - Il potere di Electro, Demolition - Amare e vivere, Homecoming, Lo strangolatore di Boston
- Luca Biagini in The Bourne Identity, The Bourne Supremacy, Jarhead, The Kingdom, I segreti di Osage County
- Stefano De Sando in Seabiscuit - Un mito senza tempo, La mia casa in Umbria, Breach - L'infiltrato, I Muppet, 22.11.63
- Sergio Di Stefano in Indiziato di reato - Guilty by Suspicion, Interstate 60
- Roberto Pedicini in Paradiso perduto, La legge della notte
- Michele Gammino in Cielo d'ottobre, Truman Capote - A sangue freddo
- Diego Reggente in Syriana, New York, I Love You
- Fabrizio Temperini in Alone, Arsenico e vecchi confetti
- Claudio Fattoretto in Voglia di ricominciare
- Dario Penne in Money Train
- Mario Cordova in Stella solitaria
- Pino Ammendola in Boys
- Luciano De Ambrosis in Il momento di uccidere
- Nino Prester in L'uomo che sussurrava ai cavalli
- Vittorio Di Prima in American Beauty
- Alessandro Rossi ne Il patriota
- Francesco Pannofino in Il ladro di orchidee
- Paolo Buglioni in Silver City
- Pasquale Anselmo in The Company Men
- Angelo Maggi in La regola del silenzio - The Company You Keep
- Gianni Giuliano in Un amico straordinario
- Franco Zucca in Piccole donne
- Dario Oppido in Irresistibile

Da doppiatore è sostituito da:
- Gaetano Varcasia in Nel paese delle creature selvagge
- Edoardo Siravo in Cars 3